# 대한민국 민법 제219조
대한민국 민법 제219조는 주위토지통행권에 대한 민법조문이다.

## 조문
제219조(주위토지통행권) ① 어느 토지와 공로사이에 그 토지의 용도에 필요한 통로가 없는 경우에 그 토지소유자는 주위의 토지를 통행 또는 통로로 하지 아니하면 공로에 출입할 수 없거나 과다한 비용을 요하는 때에는 그 주위의 토지를 통행할 수 있고 필요한 경우에는 통로를 개설할 수 있다. 그러나 이로 인한 손해가 가장 적은 장소와 방법을 선택하여야 한다.
②전항의 통행권자는 통행지소유자의 손해를 보상하여야 한다.

第219條(周圍土地通行權) ①어느 土地와 公路사이에 그 土地의 用途에 必要한 通路가 없는 境遇에 그 土地所有者는 周圍의 土地를 通行 또는 通路로 하지 아니하면 公路에 出入할 수 없거나 過多한 費用을 要하는 때에는 그 周圍의 土地를 通行할 수 있고 必要한 境遇에는 通路를 開設할 수 있다. 그러나 이로 因한 損害가 가장 적은 場所와 方法을 選擇하여야 한다.
②前項의 通行權者는 通行地所有者의 損害를 補償하여야 한다.